# Зърнено-бобови култури
Зърнено-бобовите култури са група културни растения от семейство Бобови, които се отглеждат преди всичко заради зърното (семената) си с високо белтъчно съдържание.

## Особености
Към групата на зърнено-бобовите се отнасят културите:
- фасул
- соя
- грах
- леща
- нахут
- бакла
- лупина
- фий
- бурчак
- секирче

### Морфология
Кореновата система е основна и се състои от главен корен и излизащи от него странични вторични корени. Тя може да достигне дълбочина до 1–1,5 м при по-леки почви. Основната коренова маса е разположена до 30 см. По корените се образуват грудки, в които живеят симбиотично грудкови бактерии, например Rhizobium leguminosarum при бобови. Грудковите бактерии фиксират атмосферен азот и го предоставят на растението, а то предоставя въглехидратна храна на грудковите бактирии.
Стъблото: най-ниско при лещата (30–40 см) и най-високо при граха и баклата (100–120 см). При  представители е между 40 и 80 см. То е обло или ръбесто, като образува различен брой разклонения отдолу нагоре, като в същата последователност става и образуването на листа. Появата на цветове от долу нагоре предполага удължаване на периода на цъфтежа, бобообразуването и узряването.
Листата са сложни, съставени от няколко листенца на обща дръжка. Биват текоперести (завършващи с единичен лист) или чифтоперести (завършващи с 2 листа).
Цветът е специфичен, често сравняван с пеперуда. По тази причина те спадат към Пеперудоцветни (Papilionaceae). Единичният цвят се състои от 5-листни чашка и венче. Венчето е изградено от 2 листенца „крила“, 2 „ладийки“ и едно „байряче“. Цветът има 10 тичинки и един плодник. Цветовете са поединични или събрани по няколко на гроздове. Плодът е боб, в който са разположени от 1 до 10 семена.
Семената имат различна форма, цвят и едрина. Те се състоят от обвивка, зародиш и два семедела, в които е отложен основният белтъчен резерв.

### Фази на развитие
Зърнено-бобовите култури преминават през 7 фази на развитие: поникване, появяване на същински лист, начало на разклоняване на стъблото, начало на бутонизация, цъфтеж, образуване на бобове, узряване. При някои култури има допълнителни специфични фази, напр. „елхичка“ при лещата.
При поникване, соята и фасулът изнасят семеделите си над почвата, а при останалите култури те остават в нея.
В агрономията за начало на фазата се определя моментът, в който 10 % от растенията са встъпили в нея. Поради последователността на формиране на разклоненията, фазите бутонизация, цъфтеж и бобообразуване, настъпват непрекъснато за дълъг период от време, а при някои култури – до узряване на първите бобове.

### Биологични изисквания
Зърнено-бобовите култури отглеждани в България се отнасят към 2 групи — топлолюбиви (фасул и соя) и хладоустойчиви. Първата група са с биологичен минимум 10 °С, поради което се засяват при трайно преминаване през тази температура на въздуха и не понасят захлаждания на времето и слани. Втората група никнат при температури малко над 0 °С и младите растения преживяват при падане на температурата до -7-8 °С. Някои зимуващи форми устояват до -10-12 °С. Зърнено-бобовите култури са чувствителни на високи температури и ниска относителна влажност на въздуха по време на цъфтежа. Повишаването на температурата на 30–35 °С води до масово абортиране на цветовете и окапване на младите бобове.
Те са светлолюбиви кулутри и не понасят засенчване. Силно чувствителни на заплевеляване. Соята и фасулът са растения на късия ден, докато лещата и грахът предпочитат дългото осветяване. Нахутът има неутрална реакция към дължината на деня.
Семената на зърнено-бобовите култури поглъщат много вода за да поникнат – от 90 до 140 % от собственото си тегло. Те са особено взискателни по време на бутонизация и цъфтеж. Всички бобови са чувствителни и към излишък на влага в почвата. По отношение на реакцията им към засушаване те се делят на 3 групи: най-взискателни (грах, бакла), средно взискателни (боб, соя), толерантни (нахут, леща).
Зърнено-бобовите култури не понасят кисели и солени почви. Фасулът и соята се развиват най-добре на черноземни почви, докато лещата и нахутът изискват по-леки почви.

## Употреба
Зърното на някои се използва за храна на хората в сварено състояние (в България фасул, леща; а при някои народи — нахут, бакла и грах), поради което тези култури се наричат най-общо „варива“. Зърното от други култури — грах, бакла, лупина, фий, бурчак, секирче, се смила, участва като брашно в производството на концентрирани фуражи като естествен източник на протеин. Соята е специфична зърнено-бобова култура, тъй като от зърното ѝ се добива растително масло, а на обезмасленото брашно има ценни хранителни качества. Зърното от нахута се използва и производство на печени ядки.
На една част от тези култури за храна на хората се използва целия боб (чушка) или неузрелите семена във фаза наливане – при фасула, баклата и граха. По този начин се оформя едно отделно направление на производство – отглеждането им като зеленчукови култури.
Характерно за тази група култури е високото съдържание на протеини и във вегетативната им маса. Ето защо останалата след овършаване на зърното слама е ценен фураж. Част от тези култури (грах, фий, бурчак, секирче) се използват за сеитба на фуражни смеси с участие на зърнено-житни култури (ечемик, тритикале, овес и др.), които се покосяват след залагане на генеративните органи и така се използват както за зелени фуражи или за сено в животновъдството. Друго приложение на вегетативната маса е за „зелено торене“ на бедни почви.
Зърнено-бобовите култури имат незаменимо агротехническо значение, най-вече поради „способността“ им да обогатяват почвата с азот. Тази способност се дължи на специфичната симбиоза между бобовите растения и така нар. грудкови бактерии (Rhizobium). Тази група бактерии живеят свободно в почвата и се „настаняват“ в образуваните от бобовото растение грудки, като фиксират азота от почвения въздух. Тази особеност на бобовите култури ги прави от една страна отлични предшественици за повечето култури, а от друга страна предполага редуциране на азотното торене в сеитбообращението.
Зърнено-бобовите култури се отглеждат във всички континенти, като в географски отдалечените от нас държави се отглеждат и някои непознати култури. Счита се, че площта на тази група култури в света е 1,2–1,5 млн. дка, а на половината от тази площ се отглежда соя. В България площите, заети със зърнено-бобови култури напоследък са незначителни, след като в началото на 80-те са достигали 1,5 млн. дка. Причините за намаления интерес са чисто икономически и конюнктурни (липса на пазари и държавна регулация), тъй като са налице обективни (почвено-климатични) условия и добре разработена научно-приложна база (сортове и технологии) за поне 15-кратно нарастване на площта им в България.